# Jean de Cointac
 (juillet 2025).
Si vous disposez d'ouvrages ou d'articles de référence ou si vous connaissez des sites web de qualité traitant du thème abordé ici, merci de compléter l'article en donnant les références utiles à sa vérifiabilité et en les liant à la section « Notes et références ».
Jean de Cointac (aussi appelé Jean Cointa) est un moine dominicain, qui a étudié à la Sorbonne, converti au calvinisme. Il a participé à l'expédition de la France antarctique (1555-1560) dirigée par Nicolas Durand de Villegagnon.

## L'expédition de la France antarctique

### 1555: l'expédition de Villegagnon
Dans le tournant du XVIIe siècle, de nombreux protestants cherchaient refuge dans le Nouveau Monde. En 1555, Villegagnon part pour le Brésil dans le but d'installer une colonie de peuplement dans la baie de Guanabara. Il commence la construction du fort Coligny sur une île. Face à de nombreuses difficultés (indiscipline, hostilité des Indiens et des Normands à terre), il décide de demander de l'aide. Il envoie alors une lettre à Jean Calvin (le chef de l'Église protestante de Genève).

### 1557: l'expédition des protestants
La deuxième expédition qui arrive au printemps 1557 est essentiellement composée de protestants. Cependant, certains protestants commencent à douter de la foi de Jean de Cointac, il doit donc faire une confession publique de sa foi renonçant ainsi officiellement au « papisme » (l'Église catholique) avant de communier lors de la célébration de la Cène du 21 mars 1557. Le 17 mai, il épouse une jeune fille protestante qui faisait partie de l'expédition dont Jean de Léry dit qu'elle est « parente d’un nommé la Roquette de Rouen » ; il précise aussi que le jeune fille avait hérité d'une partie de la marchandise constituée de bibelots (couteaux, peignes, miroirs, etc.) qui ont permis à Jean de Cointac de commercer avec les Indiens.
De nombreuses dissensions religieuses surgissent entre les protestants et Jean de Cointac (qui est resté du côté de Villegangon). La position de ces deux derniers est alors ambigüe. Les oppositions de plus en plus radicales se concluent avec le renvoi de l'île des protestants par Villegagnon. Au début de l'année 1558, cinq protestants qui s'étaient réfugiés chez les Indiens reviennent sur l'île et trois sont jetés à la mer par Villegagnon. Plus tard ce dernier renvoie aussi Jean de Cointac de l'île.
En 1560 Jean de Cointac fit acte de trahison et aida les Portugais à prendre le fort Coligny en 1560 en donnant des informations stratégiques.

## Le retour au Portugal
Jean de Cointac retourne en Europe avec les Portugais. Néanmoins, arrivé au Portugal, il fait face à une grande hostilité de la part de l'inquisition qui le poursuit pour hérésie.
L'ouvrage Cartas Jesuíticas III, p. 179  précise :

« Finalement, au milieu de 1563, après que la cause fut soulevée par le cardinal D. Henrique, Bolés fut envoyé au Royaume, à bord du navire Barrileira, dont il était « maître et propriétaire » Gonçalo Dias da Ponte. Livré, octobre 28 de la même année, au maire de la prison de l'Inquisition de Lisbonne, il a répondu à une procédure au cours de laquelle il a demandé une justification des services rendus à Rio de Janeiro. La Cour, par jugement du 12 août 1564, l'a reçu à Santa Madre Igreja, comme il le demandait, à condition d'abjurer ses « erreurs hérétiques » et de le condamner « en pénitence et en pénitence » à la prison, « aussi longtemps qu'il le paraîtra aux inquisiteurs ». »